# Sophie von Bayern

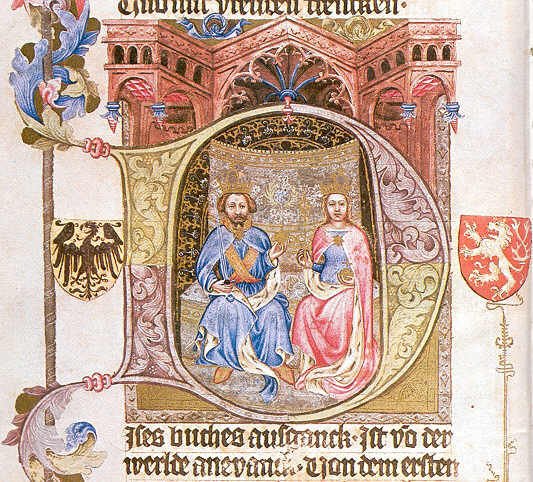
Wenzel IV. und Sophie von Bayern. Miniatur aus der Wenzelsbibel, 14. Jahrhundert

Sophie Euphemia von Bayern (tschechisch Žofie Bavorská; * 1376; † 4. November 1428 in Preßburg) aus der Münchner Linie des Hauses Wittelsbach war die zweite Ehefrau des böhmischen Königs Wenzel IV.

## Leben
Sophie war die einzige Tochter Herzog Johanns II. von Bayern-München und seiner Ehefrau Katharina von Görz. Sie wuchs bei dessen älterem Bruder Friedrich von Bayern-Landshut auf der Burg Trausnitz auf. 1388 nahm Friedrich, der ebenso wie der bis 1400 auch als römischer König amtierende Wenzel gern jagte, seine Nichte nach Prag mit. Die Hochzeit zwischen der zwölfjährigen Sophie und dem fünfzehn Jahre älteren, nach dem Tod ihrer Verwandten Johanna von Bayern verwitweten König fand am 2. Mai 1389 in Prag statt.
Wohl auch, weil diese Ehe wie die zwischen Wenzel und Johanna zuvor kinderlos blieb, wurde Sophie erst elf Jahre später, am 15. März 1400, zur Königin von Böhmen gekrönt. Ihr Ehemann, der König, nahm an der Krönung nicht teil. Sophie hielt sich oft in den Ländereien auf, die sie als Mitgift erhalten hatte. Seit 1402 hing sie den Lehren des Predigers Jan Hus an, der ihr Beichtvater wurde und den sie auch bei Hof lange verteidigte. Auch ihr Mann hatte die böhmischen Wycliffisten, als deren Wortführer Hus auftrat, zunächst gegen den deutschsprachigen Prager Hochklerus gefördert. 1419, noch vor Wenzels Tod, warf ihr Papst Martin V. deshalb sogar Ketzerei vor.
Nach dem Tod Wenzels 1419 wurde Sophie von König Sigismund, einem Halbbruder ihres verstorbenen Mannes, zur Regentin Böhmens ernannt, in dem mittlerweile die Hussitenkriege tobten. Nachdem sie vergeblich versucht hatte, einen Landfrieden zu erzielen, verzichtete sie jedoch auf dieses Amt. Sigismund wurde 1420 zum König von Böhmen gekrönt, Sophie zog sich nach Pressburg zurück. Dort starb sie am 4. November 1428. Sophie von Bayern wurde im Pressburger Martinsdom bestattet.
Einer historisch unwahrscheinlichen, immerhin schon im 15. Jahrhundert belegten Legende zufolge war der spätere Brückenheilige Johannes Nepomuk 1393 Sophies (nach anderer Legende Königin Johannas) Beichtvater. Angeblich wurde Nepomuk nicht deswegen gefoltert und von der von ihrem Schwiegervater Karl IV. errichteten Karlsbrücke in die Moldau gestürzt, weil er sich gegen Wenzels Kirchenpolitik gewandt hatte, sondern weil er sich geweigert hatte, das Beichtgeheimnis zu brechen und dem König mitzuteilen, was dessen Ehefrau Sophie ihm gebeichtet hatte. Johannes Nepomuk wurde 1721 selig- und 1729 heiliggesprochen. Er gilt heute als Schutzpatron Böhmens und Bayerns.